# Кеїк (син Еосфора)

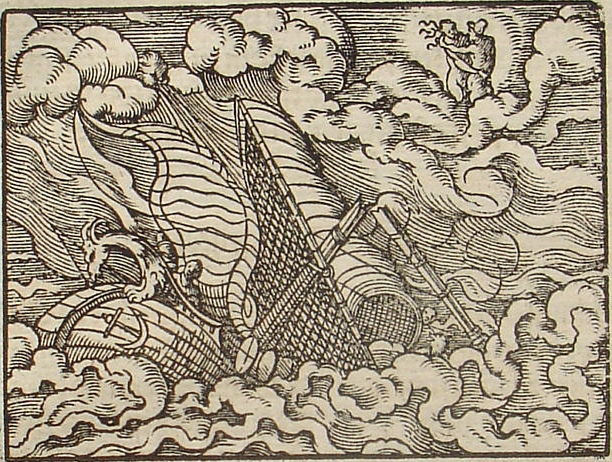
Загибель Кеїка під час шторму

Кеїк, також Кеїкс, Це́їк (грец. Κύηκας) — син Еосфора (або Геспера) та німфи Філони, чоловік Алкіони.
Подружжя було покаране за гордощі: Кеїк називав Алкіону Герою, а вона його — Зевсом. Розгніваний Зевс перетворив їх на зимородків. Мотив перетворення людей на птахів був поширений у стародавніх народів, які намагалися пояснити подібність пташиних криків до жалібних вигуків людей. 
За Овідієм, Кеїк вирушив морем за порадою до оракула й потонув. Алкіона з горя кинулась у море. Моріс Равель створив кантату на сюжет цього міфу.